# Gongrolophus storeyi
Gongrolophus storeyi är en skalbaggsart som beskrevs av Zdzisława Stebnicka och Henry Fuller Howden 1996. Gongrolophus storeyi ingår i släktet Gongrolophus och familjen Aphodiidae. Inga underarter finns listade i Catalogue of Life.